# Senegal na Letnich Igrzyskach Olimpijskich 1976
Na Letnich Igrzyskach Olimpijskich 1976 reprezentowało Senegal 21 sportowców (19 mężczyzn i dwie kobiety) w 27 konkurencjach. Był to czwarty start reprezentacji Senegalu na letnich igrzyskach olimpijskich.
Najmłodszym zawodnikiem w reprezentacji był 21-letni judoka, Abdoulaye Kote, zaś najstarszym był inny judoka, 38-letni Abdoulaye Djiba.

## Skład kadry

### Boks
Mężczyźni
| Zawodnik      | Konkurencja | 1/32             | 1/16             | 1/8                 | Ćwierćfinał      | Półfinał         | Finał            | Finał   |
| Zawodnik      | Konkurencja | Przeciwnik Wynik | Przeciwnik Wynik | Przeciwnik Wynik    | Przeciwnik Wynik | Przeciwnik Wynik | Przeciwnik Wynik | Miejsce |
| ------------- | ----------- | ---------------- | ---------------- | ------------------- | ---------------- | ---------------- | ---------------- | ------- |
| Mamadou Drame | +81 kg      |                  |                  | Teófilo Stevenson P | Nie awansował    | Nie awansował    | Nie awansował    | 9.      |

### Judo
Mężczyźni
| Zawodnik        | Konkurencja | Runda 1          | Runda 2               | Runda 3              | Ćwierćfinał         | Półfinał         | Repasaże runda 1 | Repasaże runda 2 | Repasaże runda 3 | Finał            | Pozycja |
| Zawodnik        | Konkurencja | Przeciwnik Wynik | Przeciwnik Wynik      | Przeciwnik Wynik     | Przeciwnik Wynik    | Przeciwnik Wynik | Przeciwnik Wynik | Przeciwnik Wynik | Przeciwnik Wynik | Przeciwnik Wynik | Pozycja |
| --------------- | ----------- | ---------------- | --------------------- | -------------------- | ------------------- | ---------------- | ---------------- | ---------------- | ---------------- | ---------------- | ------- |
| Papa M’Bengue   | - 63 kg     | Angelo Ruiz P    | Nie awansował         | Nie awansował        | Nie awansował       | Nie awansował    | Nie awansował    | Nie awansował    | Nie awansował    | Nie awansował    | 18.     |
| Lamine Wade     | - 70 kg     |                  | Emmanuell Ndoumbe W   | John Van Hoek P      |                     |                  |                  |                  |                  |                  | 13.     |
| Assane N’Doye   | - 80 kg     |                  | Carlos Santos Motta P | Nie awansował        | Nie awansował       | Nie awansował    | Nie awansował    | Nie awansował    | Nie awansował    | Nie awansował    | 19.     |
| Abdoulaye Djiba | - 93 kg     |                  | Henri Lobe W          | Arthur Schnabel W    | Ramaz Karsziladze P | Nie awansował    | Jeaki Cho P      | Nie awansował    | Nie awansował    | Nie awansował    | 7.      |
| Abdoulaye Kote  | + 93 kg     |                  | Hansjak Schaedler W   | Gunther Neureuther P | Nie awansował       | Nie awansował    |                  | Gunsem Jalaa P   | Nie awansował    |                  | 7.      |
| Abdoulaye Djiba | open        |                  |                       | Gunther Neureuther P |                     |                  |                  |                  |                  |                  | 16.     |

### Lekkoatletyka
Kobiety
Konkurencje biegowe
| Zawodnik    | Konkurencja        | Eliminacje | Eliminacje | Ćwierćfinał | Ćwierćfinał | Półfinał       | Półfinał       | Finał          | Finał          |
| Zawodnik    | Konkurencja        | Wynik      | Miejsce    | Wynik       | Miejsce     | Wynik          | Miejsce        | Wynik          | Miejsce        |
| ----------- | ------------------ | ---------- | ---------- | ----------- | ----------- | -------------- | -------------- | -------------- | -------------- |
| Ndew Niang  | 800 m              | 2:09,32    | 7.         |             |             | Nie awansowała | Nie awansowała | Nie awansowała | Nie awansowała |
| Ndew Niang  | 1500 m             | 4:44,64    | 9.         |             |             | Nie awansowała | Nie awansowała | Nie awansowała | Nie awansowała |
| Julie Gomis | 100 m przez płotki | 14,57      | 6.         |             |             | Nie awansowała | Nie awansowała | Nie awansowała | Nie awansowała |

Mężczyźni
Konkurencje biegowe
| Zawodnik                                            | Konkurencja        | Eliminacje | Eliminacje | Ćwierćfinał   | Ćwierćfinał   | Półfinał      | Półfinał      | Finał          | Finał          |
| Zawodnik                                            | Konkurencja        | Wynik      | Miejsce    | Wynik         | Miejsce       | Wynik         | Miejsce       | Wynik          | Miejsce        |
| --------------------------------------------------- | ------------------ | ---------- | ---------- | ------------- | ------------- | ------------- | ------------- | -------------- | -------------- |
| Adama Fall                                          | 100 m              | 10,72      | 3.         | 10,60         | 6.            | Nie awansował | Nie awansował | Nie awansował  | Nie awansował  |
| Barka Sy                                            | 100 m              | 10,81      | 5.         | Nie awansował | Nie awansował | Nie awansował | Nie awansował | Nie awansował  | Nie awansował  |
| Momar N'Dao                                         | 100 m              | 10,74      | 5.         | Nie awansował | Nie awansował | Nie awansował | Nie awansował | Nie awansował  | Nie awansował  |
| Barka Sy                                            | 200 m              | 21,54      | 5.         | Nie awansował | Nie awansował | Nie awansował | Nie awansował | Nie awansował  | Nie awansował  |
| Christian Dorosario                                 | 200 m              | 21,96      | 6.         | Nie awansował | Nie awansował | Nie awansował | Nie awansował | Nie awansował  | Nie awansował  |
| Samba Dièye                                         | 400 m              | 47,96      | 6.         | Nie awansował | Nie awansował | Nie awansował | Nie awansował | Nie awansował  | Nie awansował  |
| Abdoulaye Sarr                                      | 110 m przez płotki | 14,20      | 7.         |               |               | Nie awansował | Nie awansował | Nie awansował  | Nie awansował  |
| Christian Dorosario Momar N'Dao Barka Sy Adama Fall | sztafeta 4 × 100 m | 40,40      | 4.         |               |               | 40,37         | 6.            | Nie awansowali | Nie awansowali |

Konkurencje techniczne
| Zawodnik         | Konkurencja  | Kwalifikacje | Kwalifikacje | Finał         | Finał         |
| Zawodnik         | Konkurencja  | Wynik        | Miejsce      | Wynik         | Miejsce       |
| ---------------- | ------------ | ------------ | ------------ | ------------- | ------------- |
| Papa Ibrahima Ba | skok w dal   | 6,96         | 30.          | Nie awansował | Nie awansował |
| Ibrahima Guèye   | rzut dyskiem | 52,82        | 27.          | Nie awansował | Nie awansował |

### Zapasy
Styl klasyczny
| Zawodnik       | Konkurencja | Runda pierwsza       | Runda druga               | Runda trzecia             | Runda czwarta             | Runda piąta               | Runda szósta              | Finał                     | Pozycja |
| Zawodnik       | Konkurencja | Przeciwnik Wynik     | Przeciwnik Wynik          | Przeciwnik Wynik          | Przeciwnik Wynik          | Przeciwnik Wynik          | Przeciwnik Wynik          | Przeciwnik Wynik          | Pozycja |
| -------------- | ----------- | -------------------- | ------------------------- | ------------------------- | ------------------------- | ------------------------- | ------------------------- | ------------------------- | ------- |
| Arona Mané     | -68 kg      | Alizadeh Koldkeshi P | Markku yli-Isotalo P      | Nie awansował             | Nie awansował             | Nie awansował             | Nie awansował             | Nie awansował             | 17.     |
| Ibrahim Diop   | -82 kg      | Miroslav Janota W'   | Wycofał się z rywalizacji | Wycofał się z rywalizacji | Wycofał się z rywalizacji | Wycofał się z rywalizacji | Wycofał się z rywalizacji | Wycofał się z rywalizacji | 17.     |
| Ambroise Sarr  | -90 kg      | James Jhonson P      | Frank Andersson P         | Nie awansował             | Nie awansował             | Nie awansował             | Nie awansował             | Nie awansował             | 11.     |
| Robert N’Diaye | -100 kg     |                      | József Farkas P           | Nicolae Martinescu P      | Nie awansował             | Nie awansował             | Nie awansował             | Nie awansował             | 13.     |
| Mamadou Sakho  | +100 kg     |                      | seji Matsumaga P          | Aleksandar Tomow P        | Nie awansował             | Nie awansował             | Nie awansował             | Nie awansował             | 10.     |

Styl wolny
| Zawodnik       | Konkurencja | Runda pierwsza    | Runda druga      | Runda trzecia      | Runda czwarta    | Runda piąta      | Runda szósta     | Finał            | Pozycja |
| Zawodnik       | Konkurencja | Przeciwnik Wynik  | Przeciwnik Wynik | Przeciwnik Wynik   | Przeciwnik Wynik | Przeciwnik Wynik | Przeciwnik Wynik | Przeciwnik Wynik | Pozycja |
| -------------- | ----------- | ----------------- | ---------------- | ------------------ | ---------------- | ---------------- | ---------------- | ---------------- | ------- |
| Arona Mané     | -68 kg      | Eberhard Probst P | Sergio Fiszman P | Nie awansował      | Nie awansował    | Nie awansował    | Nie awansował    | Nie awansował    | 17.     |
| Ibrahim Diop   | -82 kg      | Manuel Villapol W | Mehmet Uzun P    | Henryk Mazur P     | Nie awansował    | Nie awansował    | Nie awansował    | Nie awansował    | 17.     |
| Ambroise Sarr  | -90 kg      | wolny los         | Maurice Allan P  | Terry Paice P      | Nie awansował    | Nie awansował    | Nie awansował    | Nie awansował    | 10.     |
| Robert N’Diaye | -100 kg     | Daniel Vernik P   | Petr Drozda P    | Nie awansował      | Nie awansował    | Nie awansował    | Nie awansował    | Nie awansował    | 10.     |
| Mamadou Sakho  | +100 kg     | Einar Gundersen W | Carlos Braconi W | Yorihide Isongai P | Roland Gehrke P  | Nie awansował    | Nie awansował    | Nie awansował    | 8.      |